# أهل السنة والجماعة في إيران
أهل السنة والجماعة من الطوائف الإسلامية في إيران وتعتبر أكبر المذاهب الإسلامية فيها بعد الشيعة الإثنا عشرية الأصولية ويشكلون على أقل التقدير 8%-30% من إجمالي السكان الإيرانيين وفقًا للإحصاءات شبه الرسمية، أي بنحو 25 ملايين نسمة من إجمالي 92 مليون، فهم ينحدرون من خلفيات وأعراق متنوعة كالأكراد والبلوش والتركمان والطوالش والفُرس والعرب وينتشرون في مدن وقرى ومحافظات مختلفة، وهم يشكلون الغالبية أو الأقلية البارزة في كردستان غربًا وخُراسان وبلوشستان شرقًا، وجُرجان وجيلان شمالًا وهُرمُزغان وفارس وبوشهر جنوبًا .

ينصّ دستور الجمهورية الإسلامية الإيرانية في مادتين 13 و14 على أن «الدين الرسمي لإيران هو الإسلام، والمذهب هو المذهب الجعفري الاثنى عشري، وهذه المادة تبقى إلى الأبد غير قابلة للتغيير»، وقد حفظ هذا الدستور حقوق الأقليات غير الإسلامية، واعترف بوجودها ومنحها حق الحرية، واعترف رسميا بستة مذاهب اسلامية (الحنفي والشافعي والمالكي والحنبلي والزيدي إضافة إلى الاثنا عشرية)، بما فيها المذاهب الأربعة، والحكومة الإيرانية تؤكّد دومًا أنّه لا تفرقة بين المواطنين بسبب دين أو مذهب أو عرق، في حين أنّ بعض المنظمات الحقوقية يصرّح خلاف ذلك وأعلنت مرات عديدة بأن المسلمين السنة في إيران يتعرضون لمضايقات تؤثر على حريتهم.

في أغسطس 2016، أعلنت وكالة مهر للأنباء عن وجود خمسة ملايين مسلم سني في إيران وذكرت أن أتباعها لديهم 6000 مسجد في ذلك البلد وهناك مسجد أو قاعة صلاة لكل خمسمائة من السنة فيها ويعتبر جامع مكي في زاهدان أكبر المساجد للمصلين السنة ولهم 358 مدرسة دينية.

## عدد أهل السنة والجماعة في إيران
حول عدد سكان أهل السنّة والجماعة في إيران، تشير الإحصاءات الرسمية لحكومة الجمهورية الإسلامية الشيعية منذ ثورة عام 1979 (1357 هـ.ش) إلى أنّ نسبتهم عادةً أقلّ أو تزيد قليلاً عن 10%. ولكن استناداً إلى الشواهد المتوفّرة من فترة انتصار الثورة وبداية عهد الجمهورية الإسلامية، يمكن الحصول على تقديرٍ تقريبي ودقيق نسبيًا لعدد أهل السنّة في إيران. فبحسب تقرير صحيفة "اطلاعات" واسعة الانتشار في عام 1357 هـ.ش (1979 م)، كان عدد سكان إيران آنذاك حوالي 36 مليون نسمة، وكان من بينهم أكثر من 9 ملايين شخص، أي ما يعادل ربع سكان البلاد (25%)، من أهل السنّة.ومن جهةٍ أخرى، ذكر المولوي **عبد العزيز ملازاده** في كلمته أمام مجلس خبراء القيادة (في شهريور 1358 هـ.ش / سبتمبر 1979 م) أنّ عدد أهل السنّة في البلاد يتراوح بين 8 إلى 10 ملايين نسمة. وبناءً على ذلك، إذا اعتمدنا نفس النسبة المقدّرة سابقًا وهي 25%، ومع الأخذ بعين الاعتبار أنّ عدد سكان إيران اليوم يتجاوز 90 مليون نسمة، فيمكن القول إنّ عدد أهل السنّة والجماعة في إيران لا يقلّ عن 22 مليون نسمة على الأقل.
ومن ناحيةٍ أخرى، ونظرًا للنمو السكاني الإيجابي والمرتفع لأهل السنّة في المناطق السنّية من إيران خلال السنوات الأخيرة، وهو ما أثار قلق بعض المراجع والمؤسسات الشيعية،، يمكن تقدير أنّ أهل السنّة في إيران يشكّلون ما بين 25 إلى 35 بالمئة من سكان البلاد البالغ عددهم نحو 90 مليون نسمة، أي ما يتراوح بين 22 مليون إلى أكثر من 30 مليون نسمة (قرابة 35 مليونًا).
ومن الجدير بالذكر أنّ هذا التقدير يقتصر على المناطق السنّية في إيران، ولا يشمل حالات التوجّه أو التحوّل نحو التسنّن في أوساط الشيعة الإيرانيين أنفسهم (مثلًا في محافظة خوزستان)، وهي الظاهرة التي أثارت كذلك قلقًا لدى بعض المراجع والمؤسسات الشيعية.

## التاريخ
يرجع تاريخ أهل السُّنة في إيران إلى بداية دخول الإسلام تلك البلاد في القرن الأول الهجري/السابع الميلادي في عهد الخليفتين عمر بن الخطاب وعثمان بن عفان. بدأ الفتح الإسلامي لفارس في أواخر خلافة أبي بكر، بعد انتهاء حروب الردّة، لكن معظم الفتح تم في عهد الخليفة عمر بن خطاب. وتم فتح الأقاليم المحيطة بفارس خلال عهد عثمان. تعاقبت على حكم بلاد فارس خلال العصر الإسلامي دول متعددة بداية بالأمويين (661 - 750 م) ووصولًا إلى الدولة الخوارزمية (1077 - 1231م). غلب المذهب السني على إيران المسلمة ما يقارب تسعة قرون، من العام 21 هـ إلى 907 هـ/ 642 م إلى 1502م، من معركة نهاوند حتى تحويل الصفويين لإيران من المذهب السني إلى الشيعي.
أسس إسماعيل الصفوي دولته عام 1500م، وأعلن أن التشيع الاثنا عشري دين الدولة والأمة، وفرض هذا المذهب مذهبًا رسميًا في مختلف أنحاء بلاد فارس دون مقدمات وفي وقت كان أكثر من ثلاثة أرباع سكان البلاد من السنة. واتخذت الإمبراطورية الصفوية في 1501 مذهب الشيعة مذهبًا رسميًا حيث كان معظم المسلمين الإيرانيين قبل ذلك يعتنقون المذهب السني ووجودهم في بلاد إيران يسبق الوجود الصفوي بعشرة قرون.
وفي بداية القرن العشرين وتحديدًا في أيام رئاسة محمد خاتمي كان لهم مطالب متعلقة بالحقوق السياسية وحرية الدعوة والإعلام وبناء المساجد الخاصة بهم.

## الديموغرافيا
بحسب التقسيم الإداري في إيران فإن السنة في معظم المحافظات يشكلون الأقلية أو نسبة متساوية عدا كُردستان وبلوشستان فهم الأغلبية، ويشكلون نسبة كبيرة أو متساوية من السكان في محافظات أذربيجان الغربية وكِرمانشاه وهُرمُزغان وغُلِستان، وأقلية كبيرة أو بارزة في كل من خُراسان الجنوبية والرّضوية ثم بوشِهر وغيلان وفارس.
المناطق التي يسكنها أهل السنة في إيران هي متنوعة ومتناثرة ومن أقاليم تاريخية من حدود بلاد فارس. أهل السنة في شرق إيران لهم امتداد جغرافي وقومي ومذهبي داخل باكستان وأفغانستان حاليًا. والسنة من الساكنين في شمال شرقي إيران لهم امتداد مع المسلمين السنة في آسيا الوسطى. وفي جنوب إيران، السنة لهم امتداد مذهبي داخل دول وجزر الخليج. وفي الغرب أهل السنة من الأكراد يمتدون ويتجانسون من أهل السنة في الشمال العراقي ويتحدون معهم من الناحية الجغرافية والقومية والمذهبية واللغة.

### التعداد
لا تقوم الحكومة الإيرانية بالسؤال عن مذهب إسلامي من المواطنين عند القيام بإحصاء للتعداد السكاني فلذلك تتضارب المعلومات عن عدد السنة في إيران، وحسب إحصائيات غير رسمية تتراوح أعدادهم من 6-8 حتى 12-15 مليون نسمة ويقال نحو 20 مليون من مجموع سكان إيران، في عقد 2010، فالسنة بحسب عرقيات وخلفياتهم يشكلون الأكراد 4/5 مليون، البلوش 2/5 مليون، الفُرس 1/7 مليون، التركمان حوالي مليون، الطوالش 250 ألف والعرب 120 ألف والأتراك 200 ألف، أي أكثر من 10 ملايين من إجمالي السكان البلاد.

### التوزيع الجغرافي
يتوزع السنة على أطراف إيران بعيداً عن المركز الذي تشيع أثناء الحكم الصفوي. أكثرهم من الأكراد (شافعية) والبلوش (حنفية) والتركمان (حنفية) والطوالش (الديلم، غرب بحر قزوين في غيلان وأردبيل)، ثم يليهم العرب (خاصة في بندر لنجة) وبعض الآذريين (حنفية نقشبندية). أما الفرس الشافعية فكثير منهم من في محافظة فارس وبعضهم في طهران. وأهل السنة يشكلون الغالبية في كردستان (من مدينة قصر شيرين شمال الأحواز إلى حدود أرمينية على طول حدود تركيا) وبلوشستان وبندر عباس والجزر الخليجية وبو شهر وتركمن صحرا (من بحر قزوين إلى حدود تركمانستان) وشرقي خراسان (تحدها من الشمال تركمانستان، ومن ناحية الشرق أفغانستان). كما يتواجدون كأقليات في كرمنشاه وخوزستان، ومناطق في محافظة لرستان إضافة لمن هاجر منهم للمدن الكبرى كطهران وأصفهان ومشهد.

### الديموغرافية العرقية

#### الأكراد

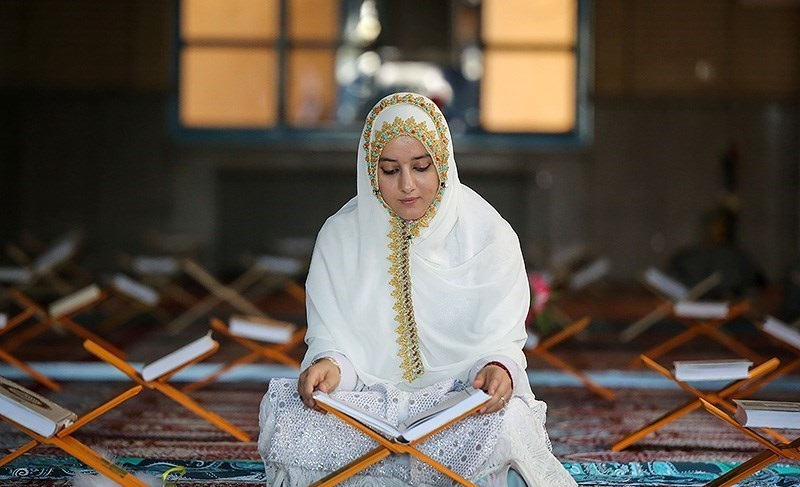
مسلمة كردية تقرأ القرآن في جامع سنندج أيام شهر رمضان 1439 هـ / 2018م.

محافظة كردستان في غرب إيران في المرتبة الأولى من حيث الكثافة السكانية السنّية وهم أكراد وأكثرهم من أتباع المذهب الشافعي ويتركزون في مدن سنندج وسردشت ومريوان وبانة ونقدة. كما تضم مدن مهاباد وأشنوية في محافظة أذربيجان الغربية. والأكراد السنة في إيران ينتشرون في محافظات كردستان وكرمانشاه والأذربيجان الغربية ونسبة صغيرة في عيلام. توجد 26 حوزة علمية في محافظة كردستان تتوزع على مدن مریوان وبانة وسروآباد وسنندج وسقز ودیواندره. وهناك 1300 طالب من السنّة يدرسون العلوم الدينية في هذه الحوزات. وتوجد 10 مدارس أخرى في طور الإنشاء. وفي محافظة أذربيجان الغربية توجد 11 مدرسة لتدريس العلوم الدينية السنّية تتوزع على مدن أرومیة وبوكان ومهاباد ونقدة وبیرانشهر وأشنویة. تشكل نسبة أهل السنة فی هذه المحافظة 45% من الأتراك والأكراد.
وفي محافظة كرمانشاه 15 مدرسة لتدريس العلوم الدينية لـ 200 طالب. وهناك أكثر من أربع مدارس دينية في بعض مدن هذه المحافظة.

#### البلوش

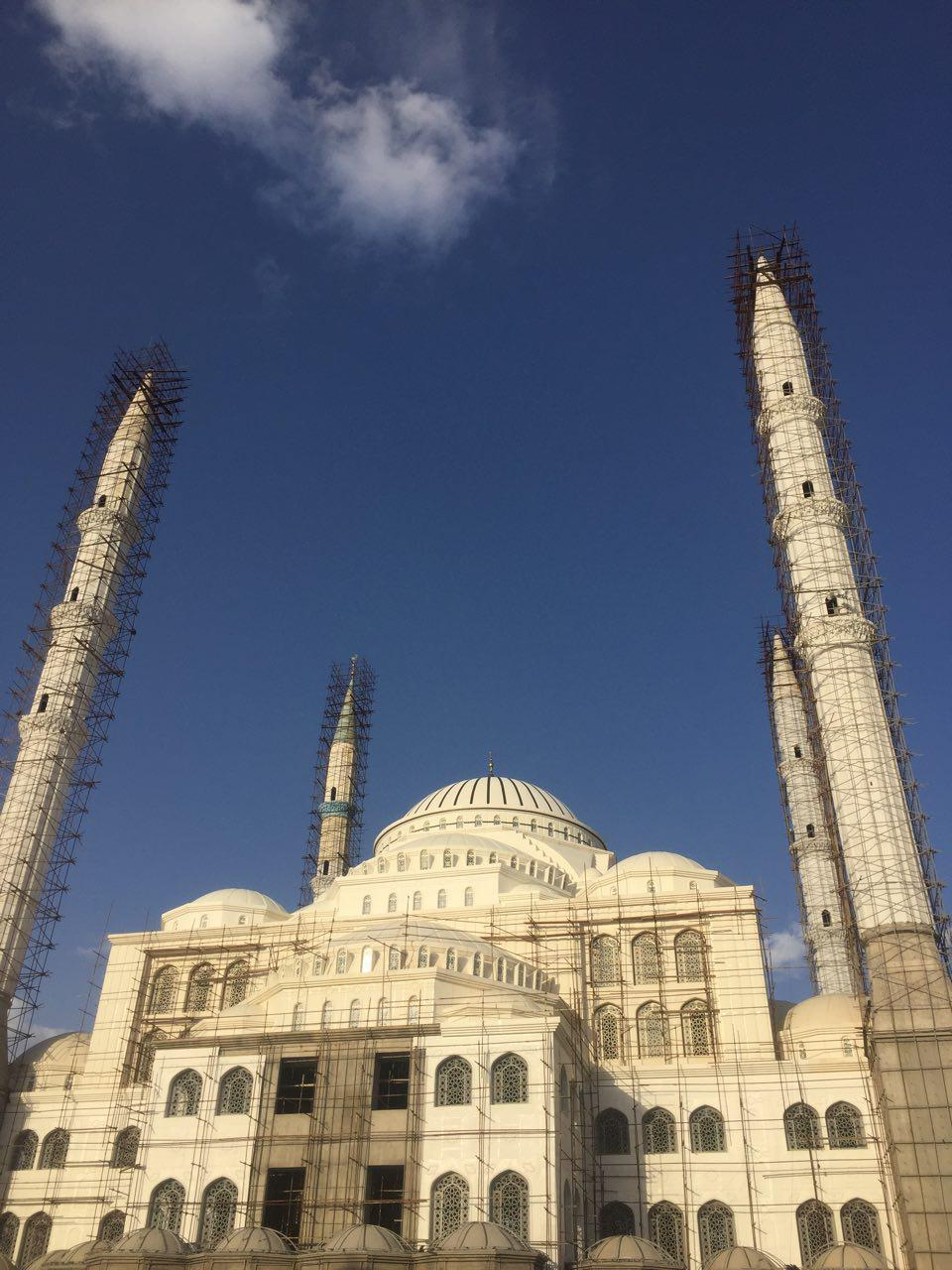
جامع مكّي بزاهدان بدأ عمارته في 1971.

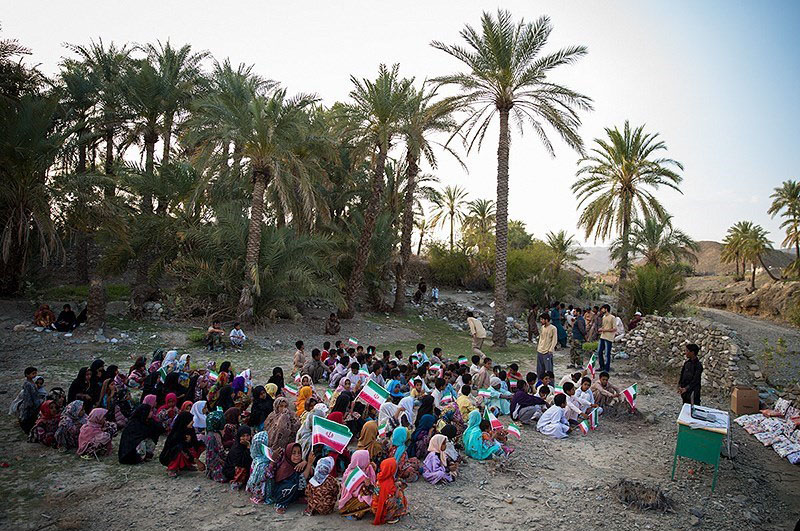
أطفال بلوش في احتفال في نيك شهر، 26 مارس 2014

غير صحيح ماذا تم ذكره بأن هناك 1500 مسجد لأهل السنة ، أصلا لا يوجد مسجد سني واحد في العاصمة الإيرانية طهران رغم وجود أكثر من مليون ونصف مسلم سني في طهران. فلماذا الكذب والتدليس إذن ؟
وأصلا جامع زاهدان تم تدميره من طرف السلطات الإيرانية الشيعية ويمكنكم أن تروا ذلك في الإنترنت.
فمن أين لكم هذه الأخبار المكذوبة والغريبة العجيبة؟
أنتم تقولون:--»
معظم سكان محافظة سيستان وبلوشستان الإيرانية من أهل السنة ومن أتباع المذهب الحنفي وهم موزعون فی أنحاء المحافظة عدا زابُل، من زاهدان في شمال وشابهار ونيك شهر التي في الجنوب، وسرواوان في شرق وإيران شهر في وسط، وخاش ومير جاوة في شمالي شرقي المحافظة. وهم یتكلمون باللغة البلوشیة بلهجتي المكرانیة والسرحدیة ولهم لهجات محلیة أخری. ویصل نسبة مسلمي أهل السنة فی هذه المنطقة إلى أكثر من 60%. مدينة زابُل يقطنها الفرس وتعد المدينة الفارسية الشيعية الوحيدة في محافظة بلوشستان، ولهذا تسمى المحافظة بـ«السيستان» وبلوشستان.
والبلوش في إيران هم من أهل السنة الأحناف ويشكلون 2% إلى 4% من مجموع السكان في إيران ويتحدثون اللغة البلوشية التي تعود أصولها إلى اللغة البهلوية، لغة فارسية قديمة.
ومحافظة سيستان وبلوشستان تحتضن حركات مسلحة ضد الحكومة الإيرانية باستمرار، وتستمد هذه الحركات دعمها من مناطق مجاورة لمناطق البلوش في باكستان وأفغانستان، وشهدت مناطق بلوشستان العديد من الاشتباكات بين القوات البلوشية والقوات الإيرانية في القرن العشرين والحادي والعشرين تُسمى «صراع بلوشستان»، وقام البلوش بعمليات نوعية عسكرية مسلحة ضد مؤسسات النظام الأمنية والعسكرية وخاصة الحرس الثوري، وكثيرا ما ألحق بها خسائر مادية وبشرية.
إن أهل السنة في محافظة كرمان ينتشرون في مدن فهرج وریكان وقلعة كنج ومنوجان وهذا بالإضافة إلی الذین هاجروا من بلوشستان أو هرمزغان إليها.

#### التركمان

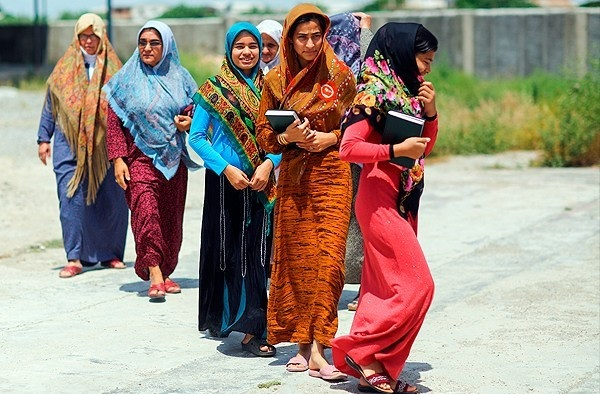
مسلمات تركمانيات يذهبن إلى ممارسة شعائر رمضانية 1437 هـ/ 2016 م، في مدينة بندر تركمان الإيرانية.

هناك 1500 مسجد في محافظة غلستان لأهل السنّة وفي شرقها أكثر من 120 مدرسة للعلوم الدينية السنّية ويتلقى هذه العلوم 3500 طالب وطالبة.
تسكن تركمان إيران جنوبي شرق بحر قزوين والسهول الواسعة يعرف بـتركمن صحرا آق قُلا، وهم يعيشون في محافظات غُلستان وخراسان شمالي والمركزي. معظم التركمان من أهل السنة، ومن الناحية الفقهية یتبعون المذهبَ النحفي، وتتجلی الاعتقادات والآداب والتقالید والثقافة الإسلامية والأخلاق الدينية في حياتهم بشكل بارز وهم ينتشرون في مدن مثل بندر تركمان، آق قلا وكميشان وكنبد كاووس ومراوه تبه، كما يعيش في المناطق الأخرى لهذه المحافظة نسبة كبيرة منهم وينتشر مهاجرون البلوش في ضواحي وقرى ومدن مختلفة حيث يشكلون نسبة صغيرة من عدد هذه المناطق.

للصوفية حضور بينهم، وخاصة في قبيلة جوجلان وهم نقشبندية.

#### الفُرس

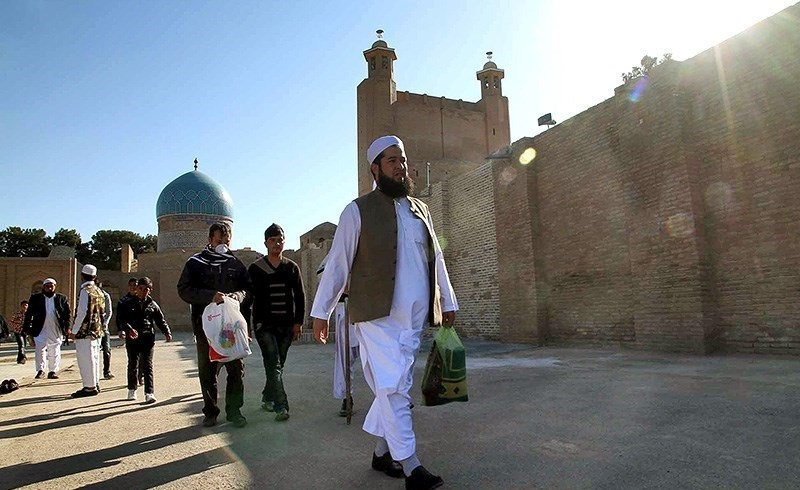
المسلمون السنة يستعدون لصلاة عيد الأضحى 1434 هـ/ 2013 م بضريح الشيخ أحمد جامي في مدينة تُربَت جام، أكبر مدينة في شرق محافظة خراسان الرضوي (المركزي).

بدأ الفتح الإسلامي لخراسان في أواخر خلافة أبي بكر، وغالبية سكان إقليم خراسان الكبرى هم من الفرس والبشتون والبلوش مع وجود للترك في الأقسام الشمالية. وقبل دخول الإسلام كان الإقليم مركزاً للديانة المجوسية وخصوصاً في بلخ في أفغانستان، وعند تجذر الإسلام في المنطقة اعتنق عامة الخرسانيين الإسلام حيث كانوا في الغالب من السنة الشافعية، وبعض الحنفية. في حين يوجد الشيعة في الإقليم أيضاً وقد تركزوا في مدينة طوس وما جاورها (تعرف باسم مشهد حالياً). ثم بعد حكم الصفويين، اعتنق معظم سكان القسم الإيراني المذهب الشيعي. في حين أنه لا تزال هناك مجموعات سنية كبيرة في الإقليم خاصة في الشرق (على حدود أفغانستان) وفي الشمال (على حدود تركمانستان). أما في أفغانستان وتركمانستان فيسود المذهب السني الحنفي مع وجود للشيعة في مدينة هيرات الأفغانية.
هناك ثلاث محافظات في شمال شرق وشرق إيران تسمى بمحافظات خراسان أي الجنوبية والمركزية/الرضوية والشمالية وأغلبية أهل السنة والجماعة بها هم في محافظة خراسان الجنوبية الواقعة على الحدود الإيرانية الأفغانية. نسبة أهل السنة فيها ما تقارب 17% وهم من القومية الفارسية ثم البشتون والبلوش.

والسنة في خُراسان من خلفيات وأعراق متنوعة كالفُرس والبشتون والبلوش والتركمان وغالبية الفرس السنة يقطنون محافظات خراسان الثلاث، إضافة إلى أجزاء واسعة من محافظات الجنوب الثلاث (محافظة فارس وهرمزغان وبو شهر).
حسب إحصائيات 2015، يوجد في خراسان الجنوبية 139 مسجدا وأربعة مدارس دینیة لأهل السنة، منها مدرسة الصدیق ببيرجند ومدرسة علي بن أبي طالب بطبس مسینا ومدرسة أنوار العلوم بماخونیك ومدرسة العلامة الندوي بقریة آبكرم، إضافة إلی مركز خاتم النبیین الثقافي والفني ودار القرآن بمسجد النبي في مركز المحافظة، بيرجند. وفقا لإحصائیات عام 2012 و 11% من سكان بيرجند هم من أهل السنة فضلًا عن أكثر من سبعة آلاف من اللاجئین الأفغان یسكنون في خراسان الجنوبیة وجلهم من أهل السنة ویعیشون في بیرجند ومدن أخرى.

في محافظة خراسان الرضوي (المركزي) ينتشرون في مختلف مدن وقرى المحافظة، كمدينة تُربَت جام وخاف وتايْباد وسَرَخْس (أي منطقة زَوْزَن التاريخية) ومهاجرون إلى مركز المحافظة، مشهد وفيها العتبة الرضوية المقدسة لدى الشيعة وأغلبهم من الفُرس ثم البشتون وفيهم البلوش والتركمان. إن أغلبية سكان تایباد/طيّبات في شرقي المحافظة هم مسلمون ویشكل أهل السنة والجماعة الأكثریة فيها ویتبعون المذهب الحنفي وهم ملتزمون باعتقاداتهم المذهبیة والشؤون الدینیة ولهم مدارس وحوزات علمیة إسلامیة. وفي مدينة تربت جام، يشكلون نسبة متساوية مع الشيعة.

#### العرب

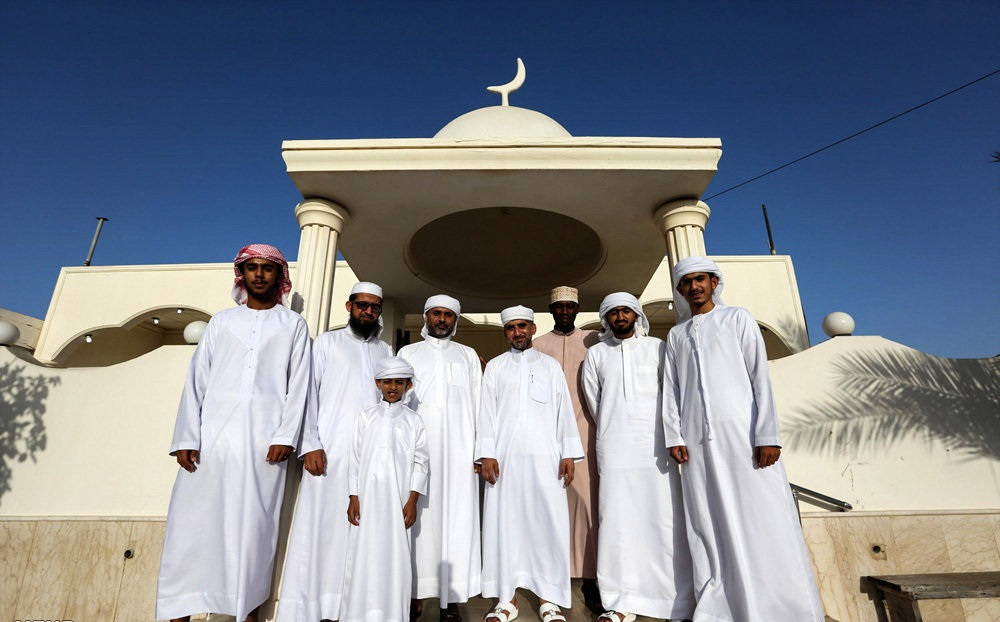
أهالي جزيرة كيش، بعد صلاة عيد الفطر 1439هـ/ 2015م.

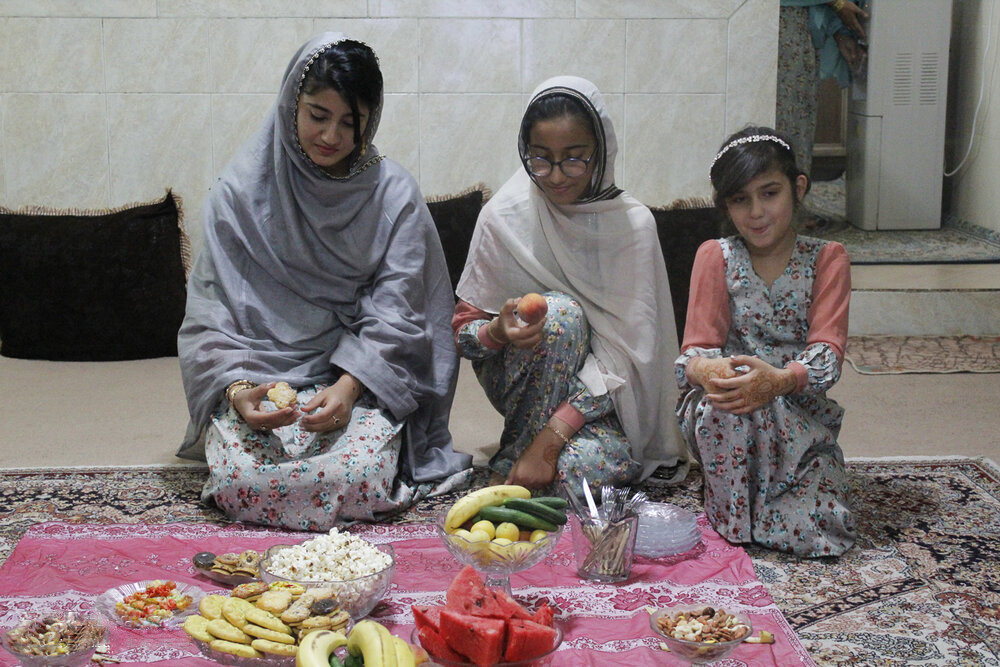
أخوات من عائلة عربية سنية إيرانية من أهل بندر عباس بمحافظة هرمزغان يحتفلن بعيد الأضحى سنة 1440هـ/ 2019م.

إن السنة في كل من محافظات بوشهر، هرمزغان وفارس (أي بر فارس) هم أغلبهم من العرب ثم الفُرس ويشار إليهم إيضًا بـ«أهل السنة الجنوب». ووفقاً لإحصاء عام 2014 فإن 10 بالمائة من مجموع السكان هم من معتنقي المذاهب السنية الأربعة، لكن الإحصاءات غير الرسمية تمنحهم نسبة أكبر.

وفي بوشهر يوجد مسجدان لأهل السنة في مركز المحافظة، وأكثر من مائة مسجد في مختلف أنحاء المحافظة من القرى والمدن الأخرى مثل عسلويه وكنكان ولهم تاريخ عريق فيها.

يقطن معظم السنة الجنوب المذهب الشافعي ولأهل السنّة في هذه المحافظة مدارس ومراكز علمية خاصة بهم كما في بقية المحافظات.وقد وصل هذا العدد إلى 40 مدرسة.

أغلب سكان مقاطعة لنجة في محافظة هرمزغان الإيرانية هم مسلمون من أصول عربية ومن أهل السنة والجماعة، من مدنهم مدينة كنك وبندر لنجة.

#### الطوالش
أهل السنة في غيلان هم طوالش وقليل من الفُرس والأتراك وينتشرون في مدن رضوان شهر (60%) وبره سر (80%) وأسالم (70%) وهشتبر (تالش) (60%) وأستارا (30%). وعددهم حوالي 250 ألف ولهم مدارس ومساجد ويتبعون المذهب الشافعي.

## المذاهب الفقهية
غالبية السنة في إيران يعتنقون المذهب الحنفي والشافعي. والأحناف يتوزعون على الحدود الشرقية الإيرانية ويمتدون باتجاه الجنوب والشمال، ويبدأون من شرق محافظة خراسان وحتى جنوب محافظة سيستان وبلوشستان الإيرانية الحدود الشرقية لإيران، ويمتدون باتجاه الجنوب ليصلوا إلى محافظة هرمزغان وعدد من جزر الخليج لغاية بندر لنجة ومن جهة الشمال يبدأون من شرق بحر قزوين، والذي يسكن فيه التركمان ليمتد باتجاه الشمال الغربي لمحافظة خراسان. يتوزع الشافعيون في غرب إيران، وبالتحديد في محافظة كردستان وجنوب محافظة أذربيجان الغربية وقسم من محافظة كرمانشاه.

## التعليم الديني

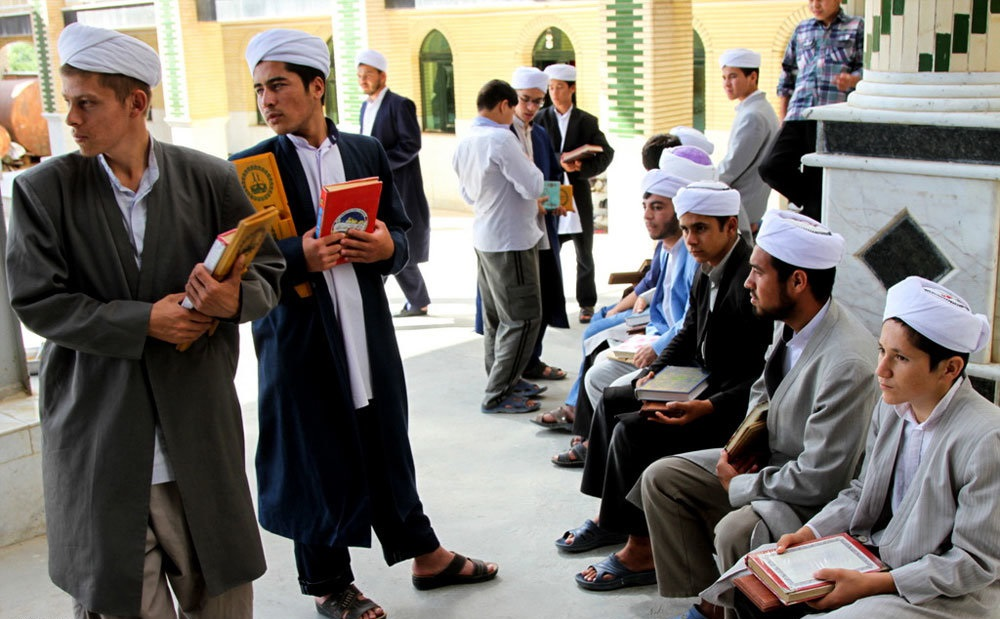
طلبة في مدرسة ربانية بمحافظة غُلستان الإيرانية التركمانية.

تعد جامعة دار العلوم في زاهدان، أكبر مركز ديني وثقافي لأهل السنة في إيران. أسست في 1971 ولها دور عظيم في مجال التعليم والتربية الإسلامية والقيادية لأهل السنة والجماعة في إيران، حيث استطاعت في تاريخها أن تخرّج من العلماء والمفتين والدعاة، وقد أنشأت برامج دعوية ونشاطات علمية تربوية.

أعلن الشيخ عبد الرزاق رَهبَر في فبراير 2018، من الأئمة السنّة التركمان أن لهم مدرسة دينية وقبل «أن يلتحق أحد بالمدرسة التعليمية وقبل بلوغ السن، يرتاد مدرسة دينية تركمانية ويتعلم الصلاة بالتركمانية، حتى إن كل العبادات نعلّمها باللغة التركمانية.»

وقال عبد الحميد إسماعيل زهي في مارس 2012 عن المشكلات التي تواجهها المدارس الدينية السنية في إيران «أنها مدارس غير رسمية، ولا تُعتَرف بشهاداتها في جامعات العالم الإسلامي. ويواصل حاليا عدد من خريجيها في الجامعة الإسلامية في ماليزيا وسوريا دراستهم، ولكن لا توجد علاقة علمية مع جامعة الأزهر وغيرها من الجامعات المعتبرة في العالم الإسلامي، وهذه مشكلة تحزننا وتقلقنا كثيرا.» وأكد إنّ أهل السنة في إيران يواجهون أزمة ومشكلة «هي غريبة في نوعها..وهي أنهم يُعرفون خارج إيران كمواطنين إيرانيين، وقد لا يجدون اهتماما وقبولا بسبب ذلك في كثير من الجامعات والمراكز العلمية الكبرى، ويُتّهمون بالعُمالة لصالح إيران...».

شرّح عبد العزيز المولودي صحفي وناشط حقوقي كردي إيراني في مارس 2013 على إن طلاب الشیعة في العلوم الدينية یكملون مراحل دراساتهم المختلفة فیحصلون إزاء كل منها علی شهادات رسمیة أو جامعیة عادة أو تتم معادلة شهاداتهم فی المراكز العلمیة في إيران، فی حین أن طلاب السنة لم یكن لهم هذا النصیب وهذا الأمر قد سبّب حرمانهم في الحياة الاجتماعية. وقال إن الرقابة الإداریة التي كانت موجودة فی العهد الملكي علی علماء السنة والمدارس الدینیة، «ماتزال موجودة بعد الثورة أیضاً ولكنها قد تغیرت ماهیتها؛ علی سبیل المثال فإن الرقابة الآن صارت تعمل لاحتواء الجهات الفكریة والعملیة وتسعی لتوجِّه الطلاب والعلماء إلی جهة خاصة حتی ینقاد بذلك العلماء وتنقاد المدارس في طریق مبرمج هادف وهذا مایفعله الجهاز الإداري التبلیغي للمذهب الرسمي.»

وفي رأي صادق زيبا كلام هناك علاقة بين معاداة العرب ومعاناة السنة في إيران، وعلى الرغم من أن غالبية العرب الإيرانيين من الشيعة، (بطريقة مماثلة لتسمية شيعة العراق بـ«الإيرانيين/الموالين لإيران» ومعاناتهم وهم عرب)، قال زيبا كلام في أكتوبر 2011 «إن الحقد والضغينة تجاه السنة ورموزهم لدى الكثير من الإيرانيين هو في واقع الأمر الوجه الآخر للحقد على العرب» وصرّح أيضًا عن «علاقة مباشرة بين تدني المستوى الثقافي والنزعة العنصرية».، وقال كاتب في مركز المزماة للدراسات والبحوث في سبتمبر 2014 أنّ «السُنّية» شكّلت في الوعي الفارسي مرادفاً للـ «العربية» منذ نشأة الكيان الصفوي، وتمّ إجبار المجتمع على التحول إلى «الشيعيّة» كآلية مناهضة للثقافة العربية، تزامنت مع حالات الاختراق للإمبراطوريات العربية سواء الاختراقات السياسية، أو الاصطناعات المذهبية اللاحقة. وبزعمه أن أهم أشكال الاضطهاد الديني للسنة إيران، منذ الثورة 1979 تحديداً، يتم في النقاط التالية: «منع أئمة جوامع أهل السُنّة من حرية بيان عقائدهم على المنابر يوم الجمعة»، «تنفيذ الإعدامات بتهمة الوهابية، وهم كل من يدعو إلى مذهب أهل السُنّة.» و«الجرح لعقائد أهل السُنّة والنيل من الصحابة عموماً في الدوائر الحكومية وأمام أهل السُنّة.» و«عدم السماح لأهل السُنّة ببناء المساجد والمدارس في المناطق ذات الأكثرية الشيعية.» و«هدم عدد من المساجد والمدارس الدينية السُنّية.» و«تسخير جميع وسائل الإعلام لنشر العقيدة الشيعية في الأوساط السُنّية.» و«تنشئة الأطفال وأبناء أهل السُنّة على أفكار وعقائد الشيعة وترغيبهم بها، عن طريق المدارس من الابتدائية إلى العالية.» و«حرمان أهل السُنّة من شؤونهم الثقافية والاجتماعية والأخلاقية.»

عبر عبد الحميد إسماعيل زهي في رسالته إلى علي خامنئي في بداية 2018، عن مخاوف المجتمع السني في إيران، داعيا إلى احترام الدستور وإنهاء التمييز ضد الأقليات. ثم بعث في يوليو 2018 برسالة إلى علي السيستاني، مطالبًا إياه بأن يستخدم نفوذه ومكانته للتوسط لإزالة معاناة أهل السنة في إيران بعد أربعين عامًا من الثورة الإسلامية 1979، ووصف «التمييز الطائفي الشديد»، و«غياب الحريات الدينية»، و«عدم توظيف نخب أهل السنة في المناصب العامّة»، و«عدم التوازن في الاستخدمات بين الشيعة والسنة في المناطق السنية»، بأنها أبرز مشكلاتهم.

سُيّست مطالب السنة في إيران في عقد 2010 عندما زادت الخلافات بين إيران وبعض الدول العربية وتحديدًا صراع إيران والسعودية وادعاءاتهما من قبل وسائل الإعلام والمراجع الرسمية، واتهامات علنية بممارسة النهج الطائفي.

## القضايا الحقوقية

### قضية مسجد للسّنة في طهران
يوجد عدد من المساجد التابعة لأهل السنة في العاصمة طهران منها مسجد صادقية ومسجد النبي وغيرها، لكن هذه المساجد بعمومها تحتاج إلى المزيد من التمويل والرعاية والتوسعة بما يتناسب مع أعداد المصلين .

## الشخصيات البارزة
من أبرز الشخصيات المسلمة السنية الإيرانية في تاريخها المعاصر في مجالات مختلفة، وانتمائهم العرقي والقومي:
- عبد الرحمن فرامرزي: (11 أغسطس 1897 - 11 يوليو 1972) أكاديمي ومحامي وصحفي وشاعر.[55]
- عبد الحميد بديع الزمان الكردستاني: (10 يناير 1905 - 26 أكتوبر 1977) شاعر وكاتب، كُردي.[56]
- عبد الرحمن شَرَفكَندي: (1920 - 21 فبراير 1991) شاعر ولغوي، وكاتب، كُردي.[57]
- حسن زيرك: (29 نوفمبر 1921 - 26 يونيو 1972) مغني، كُردي.[58]

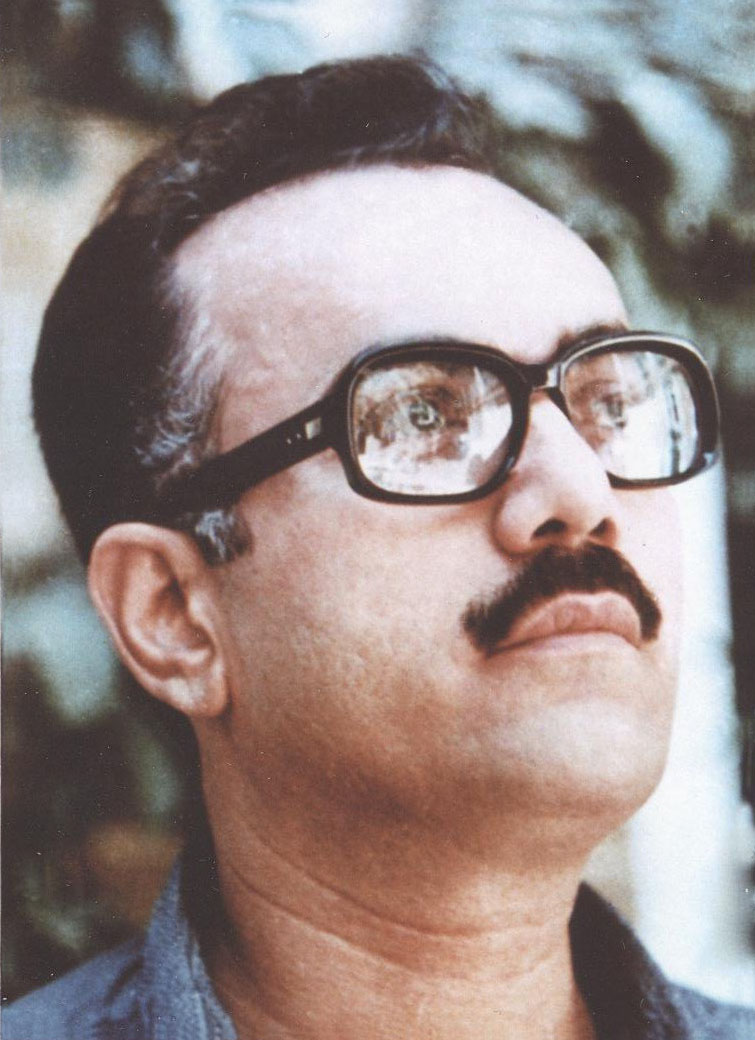
أحمد مفتي زادة: (فبراير 1933 - 9 فبراير 1993) عالم مسلم ومفكر، كُردي.
مصطفى خُرَّم دِل: (1936 - 24 مايو 2020) عالم وفقيه ومدرّس.[60]
- صادق شَرَفكَندي: (11 يناير 1938 - 17 سبتمبر 1992) سياسي، كُردي.[61]
- محمد حسين كركيج: (1942) فقيه وإمام وأستاذ جامعي، بلوشي.
- عبد الحميد إسماعيل زهي: (1947) فقيه وإمام وأستاذ جامعي، بلوشي.[62]
- صالح أديبي: (1964) دبلوماسي، كُردي.[63]
- هوتن دولتي: (5 فبراير 1977) سياسي وطني، طالشي.[64]
- صانع جاله: (22 مايو 1985 - 14 فبراير 2011) ناشط حقوقي، كُردي.[65]
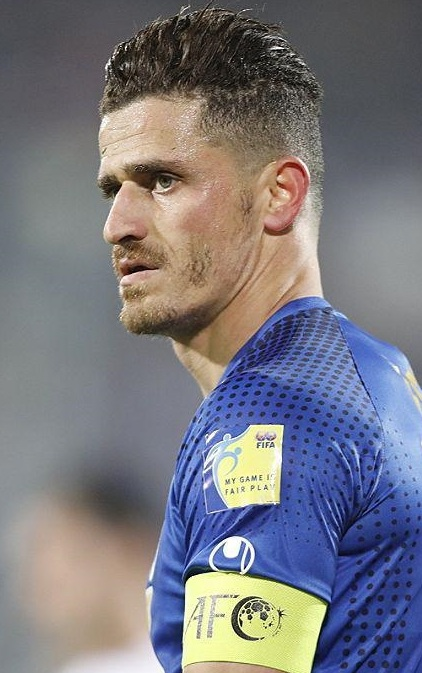
وُريا غَفوري: (20 سبتمبر 1987) لاعب كرة قدم، كُردي.
- مصطفى أحمدي: (14 مارس 1988) لاعب كرة قدم، كُردي.
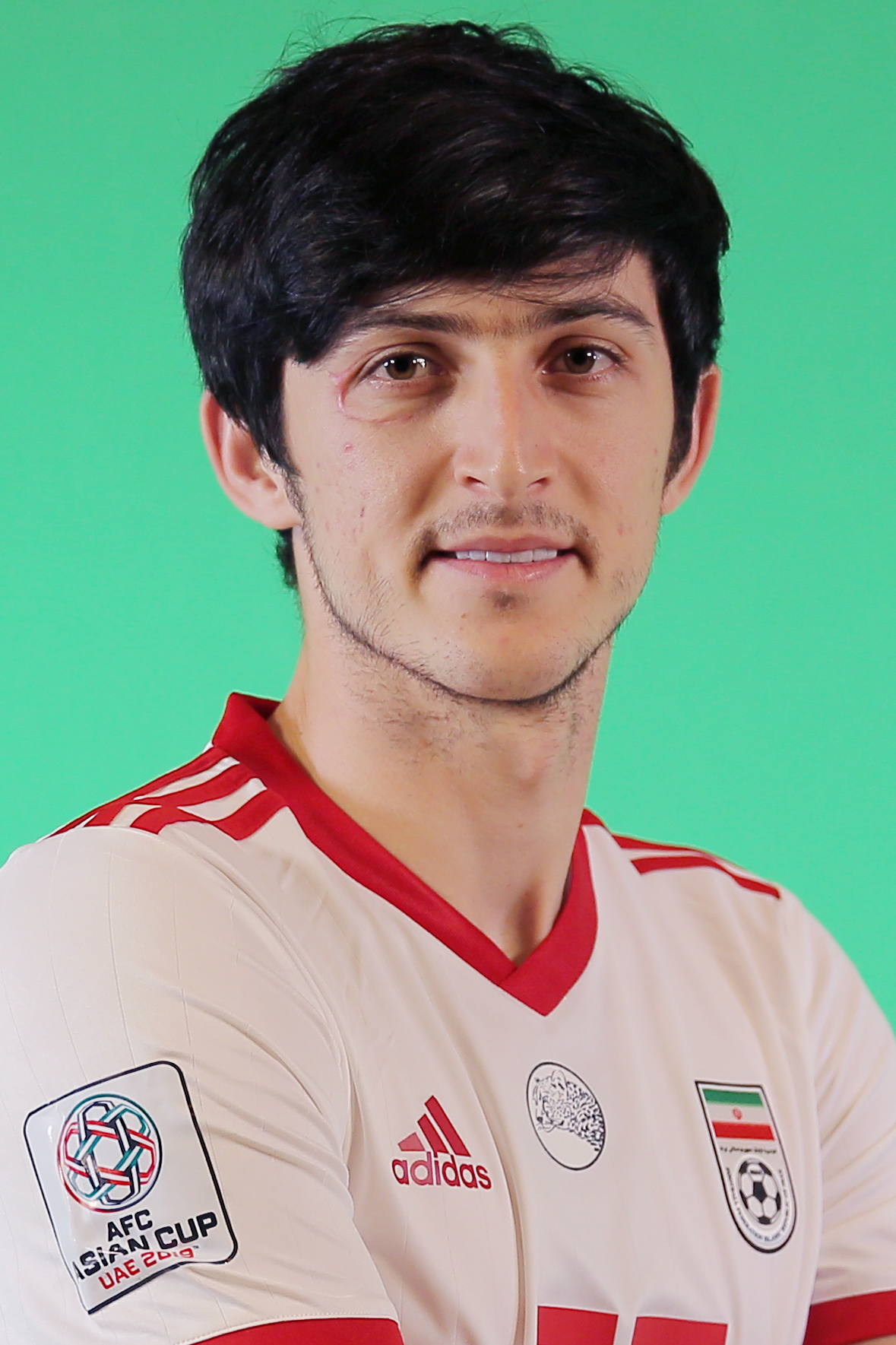
سَردار آزمون: (1 يناير 1995) لاعب كرة قدم، تُركَماني.

- أحمد مفتي زادة
(1933 - 1993)
- مصطفى خُرَّم دِل
(1936 - 2020)
- وُريا غَفوري
(1987)
- سَردار آزمون
(1995)

## وصلات خارجية
- الموقع «الرسمي لجماعة الدعوة والإصلاح»
- الموقع «الرسمي لأهل السنة والجماعة في إيران»